# Meshoppen
Meshoppen is een plaats (borough) in de Amerikaanse staat Pennsylvania, en valt bestuurlijk gezien onder Wyoming County.

## Demografie
Bij de volkstelling in 2000 werd het aantal inwoners vastgesteld op 459. In 2006 is het aantal inwoners door het United States Census Bureau geschat op 435, een daling van 24 (-5,2%).

## Geografie
Volgens het United States Census Bureau beslaat de plaats een oppervlakte van 1,8 km², geheel bestaande uit land. Meshoppen ligt op ongeveer 192 m boven zeeniveau.

## Plaatsen in de nabije omgeving
De onderstaande figuur toont nabijgelegen plaatsen in een straal van 24 km rond Meshoppen.